# Out of Control (canción de The Rolling Stones)
«Out of Control» —en español: «Fuera de control»— es una canción de la banda británica de rock The Rolling Stones. Fue lanzada en 1998 como tercer y último sencillo de su álbum Bridges to Babylon de 1997. Acreditada a Mick Jagger y Keith Richards, fue interpretada durante la gira en apoyo al álbum Bridges to Babylon Tour. 
La canción está "inspirada" en el tema «Papa Was a Rollin' Stone» de The Temptations y existe un remix aún inédito de 10 minutos que combina ambas canciones En 2003 Los Rolling Stones Toco Out Of Control en Stadio Giuseppe Meazza, Italia.
La canción fue grabada en los Ocean Way Recording Studios de Los Ángeles, Estados Unidos.

## Personal
Acreditados:
- Mick Jagger: voz, guitarra eléctrica, armónica, sacudidor, coros
- Keith Richards: guitarra eléctrica, coros
- Ron Wood: guitarra eléctrica
- Charlie Watts: batería
- Bernard Fowler: coros
- Blondie Chaplin: coros
- Don Was: Wurlitzer piano, teclados
- Danny Saber: bajo, clavinet, "manipulación de la realidad"
- Waddy Wachtel: guitarra eléctrica
- Jamie Muhoberac: teclados
- Jim Keltner: percusión

## Lista de canciones
1. «Out of Control» (Album Radio Edit) - 3:48
2. «Out of Control» (In Hand With Fluke) - 8:28
3. «Out of Control» (In Hand With Fluke Instrumental) - 5:55
4. «Out of Control» (Bi-Polar At The Controls) - 5:11